# Take Me Home Tour
Il Take Me Home Tour è stato il secondo tour della band anglo-irlandese One Direction, annunciato dal membro Liam Payne ai BRIT Awards del 2012. All'inizio del 2012 il tour sembrava concentrato solamente sulle arene britanniche e irlandesi, mentre verso la metà dell'anno sono state aggiunte tappe in tutta Europa, in Nord America, ed in Australia. Il tour è stato ospitato dalle più importanti arene da febbraio a novembre 2013, e la tappa di apertura è stata il 23 febbraio 2013 alla O2 Arena di Londra.
Il tour si è rivelato un vero successo, con tappe sold-out e richieste di aggiunte di più date all'itinerario.
Gli ospiti di apertura ai concerti sono stati: la giovane cantante Camryn (Europa), la band australiana 5 Seconds of Summer (Regno Unito, Nord America, Australia e Nuova Zelanda), e Olly Murs (Giappone). 
L'Italia li ha ospitati in due date: il 19 maggio 2013 all'Arena di Verona, ed il 20 maggio 2013 al Forum d'Assago.

## Scaletta
1. "Up All Night"
2. "I Would"
3. "Heart Attack"
4. "More than This"
5. "Loved You First"
6. "One Thing"
7. "C"mon, C"mon"
8. "Change My Mind"
9. "One Way or Another (Teenage Kicks)"
10. "Last First Kiss"
11. "Moments"
12. "Live While We're Young"
13. "Summer Love"
14. "Over Again"
15. "Little Things"
16. "Teenage Dirtbag" (Wheatus cover)
17. "Rock Me"
18. "She's Not Afraid"
19. "Kiss You"
20. "Best Song Ever"
21. "What Makes You Beautiful"

## Date
| Data             | Città             | Stato       | Luogo                               |        |        |
| Europa           | Europa            | Europa      | Europa                              | Europa | Europa |
| ---------------- | ----------------- | ----------- | ----------------------------------- | ------ | ------ |
| 23 febbraio 2013 | Londra            | Regno Unito | The O2 Arena                        |        |        |
| 24 febbraio 2013 | Londra            | Regno Unito | The O2 Arena                        |        |        |
| 26 febbraio 2013 | Glasgow           | Regno Unito | The SECC Hydro                      |        |        |
| 27 febbraio 2013 | Glasgow           | Regno Unito | The SECC Hydro                      |        |        |
| 1º marzo 2013    | Cardiff           | Regno Unito | Motorpoint Arena Cardiff            |        |        |
| 2 marzo 2013     | Cardiff           | Regno Unito | Motorpoint Arena Cardiff            |        |        |
| 5 marzo 2013     | Dublino           | Irlanda     | The O2                              |        |        |
| 6 marzo 2013     | Dublino           | Irlanda     | The O2                              |        |        |
| 7 marzo 2013     | Belfast           | Regno Unito | Odyssey Arena                       |        |        |
| 8 marzo 2013     | Belfast           | Regno Unito | Odyssey Arena                       |        |        |
| 10 marzo 2013    | Belfast           | Regno Unito | Odyssey Arena                       |        |        |
| 11 marzo 2013    | Belfast           | Regno Unito | Odyssey Arena                       |        |        |
| 12 marzo 2013    | Dublino           | Irlanda     | The O2                              |        |        |
| 13 marzo 2013    | Dublino           | Irlanda     | The O2                              |        |        |
| 15 marzo 2013    | Manchester        | Regno Unito | Phones4u Arena                      |        |        |
| 16 marzo 2013    | Manchester        | Regno Unito | Phones4u Arena                      |        |        |
| 17 marzo 2013    | Liverpool         | Regno Unito | Echo Arena                          |        |        |
| 19 marzo 2013    | Sheffield         | Regno Unito | Motorpoint Arena                    |        |        |
| 20 marzo 2013    | Nottingham        | Regno Unito | Capital FM Arena                    |        |        |
| 22 marzo 2013    | Birmingham        | Regno Unito | LG Arena                            |        |        |
| 23 marzo 2013    | Birmingham        | Regno Unito | LG Arena                            |        |        |
| 31 marzo 2013    | Liverpool         | Regno Unito | Echo Arena                          |        |        |
| 1º aprile 2013   | Londra            | Regno Unito | The O2 Arena                        |        |        |
| 2 aprile 2013    | Londra            | Regno Unito | The O2 Arena                        |        |        |
| 4 aprile 2013    | Londra            | Regno Unito | The O2 Arena                        |        |        |
| 5 aprile 2013    | Londra            | Regno Unito | The O2 Arena                        |        |        |
| 6 aprile 2013    | Londra            | Regno Unito | The O2 Arena                        |        |        |
| 8 aprile 2013    | Newcastle         | Regno Unito | Metro Radio Arena                   |        |        |
| 9 aprile 2013    | Newcastle         | Regno Unito | Metro Radio Arena                   |        |        |
| 10 aprile 2013   | Newcastle         | Regno Unito | Metro Radio Arena                   |        |        |
| 12 aprile 2013   | Glasgow           | Regno Unito | The SECC Hydro                      |        |        |
| 13 aprile 2013   | Sheffield         | Regno Unito | Motorpoint Arena                    |        |        |
| 14 aprile 2013   | Sheffield         | Regno Unito | Motorpoint Arena                    |        |        |
| 16 aprile 2013   | Nottingham        | Regno Unito | Capital FM Arena                    |        |        |
| 17 aprile 2013   | Birmingham        | Regno Unito | LG Arena                            |        |        |
| 19 aprile 2013   | Manchester        | Regno Unito | Phones4u Arena                      |        |        |
| 20 aprile 2013   | Manchester        | Regno Unito | Phones4u Arena                      |        |        |
| 29 aprile 2013   | Parigi            | Francia     | Palazzo dello Sport di Parigi-Bercy |        |        |
| 30 aprile 2013   | Metz              | Francia     | Galaxie Amnéville                   |        |        |
| 1º maggio 2013   | Anversa           | Belgio      | Sportpaleis                         |        |        |
| 3 maggio 2013    | Amsterdam         | Paesi Bassi | Ziggo Dome                          |        |        |
| 4 maggio 2013    | Oberhausen        | Germania    | König Pilsener Arena                |        |        |
| 5 maggio 2013    | Herning           | Danimarca   | Jyske Bank Boxen                    |        |        |
| 7 maggio 2013    | Oslo              | Norvegia    | Telenor Arena                       |        |        |
| 8 maggio 2013    | Stoccolma         | Svezia      | Friends Arena                       |        |        |
| 10 maggio 2013   | Copenaghen        | Danimarca   | Forum Copenaghen                    |        |        |
| 11 maggio 2013   | Berlino           | Germania    | O2 World Berlin                     |        |        |
| 12 maggio 2013   | Amburgo           | Germania    | O2 World Hamburg                    |        |        |
| 16 maggio 2013   | Zurigo            | Svizzera    | Hallenstadion                       |        |        |
| 17 maggio 2013   | Monaco di Baviera | Germania    | Olympihalle                         |        |        |
| 19 maggio 2013   | Verona            | Italia      | Arena di Verona                     |        |        |
| 20 maggio 2013   | Milano            | Italia      | Mediolanum Forum                    |        |        |
| 22 maggio 2013   | Barcellona        | Spagna      | Palau St. Jordi                     |        |        |
| 24 maggio 2013   | Madrid            | Spagna      | Palacio de Deportes                 |        |        |
| 25 maggio 2013   | Madrid            | Spagna      | Palacio de Deportes                 |        |        |
| 26 maggio 2013   | Lisbona           | Portogallo  | MEO Arena                           |        |        |
| Nord America     |                   |             |                                     |        |        |
| 8 giugno 2013    | Città del Messico | Messico     | Foro Sol                            |        |        |
| 9 giugno 2013    | Città del Messico | Messico     | Foro Sol                            |        |        |
| 13 giugno 2013   | Sunrise           | Stati Uniti | BB&T Center                         |        |        |
| 14 giugno 2013   | Miami             | Stati Uniti | American Airlines Arena             |        |        |
| 16 giugno 2013   | Louisville        | Stati Uniti | KFC Yum! Center                     |        |        |
| 18 giugno 2013   | Columbus          | Stati Uniti | Nationwide Arena                    |        |        |
| 19 giugno 2013   | Nashville         | Stati Uniti | Bridgestone Arena                   |        |        |
| 21 giugno 2013   | Atlanta           | Stati Uniti | Philips Arena                       |        |        |
| 22 giugno 2013   | Raleigh           | Stati Uniti | PNC Arena                           |        |        |
| 23 giugno 2013   | Washington        | Stati Uniti | Verizon Center                      |        |        |
| 25 giugno 2013   | Mansfield         | Stati Uniti | Comcast Center                      |        |        |
| 26 giugno 2013   | Filadelfia        | Stati Uniti | Wells Fargo Center                  |        |        |
| 28 giugno 2013   | Wantagh           | Stati Uniti | Nikon at Jones Beach Theater        |        |        |
| 29 giugno 2013   | Wantagh           | Stati Uniti | Nikon at Jones Beach Theater        |        |        |
| 2 luglio 2013    | East Rutherford   | Stati Uniti | Izod Center                         |        |        |
| 4 luglio 2013    | Montréal          | Canada      | Bell Centre                         |        |        |
| 5 luglio 2013    | Hershey           | Stati Uniti | Hersheypark Stadium                 |        |        |